# Краєзнавча премія імені Михайла Максимовича
Краєзнавча премія імені Михайла Максимовича — черкаська обласна краєзнавча іменна премія на відзначення досягнень в галузі вивчення та популяризації історії й культури Черкащини. 
Має ім'я видатного земляка-черкащанина, відомого історика, етнографа й фольклориста Михайла Максимовича. Премія присуджується один раз на рік до дня народження Михайла Максимовича — 15 вересня.

## Історія й опис
Краєзнавчу премію імені Михайла Максимовича засновано в 1994 році обласною радою та обласною адміністрацією з метою підтримки краєзнавства як важливого засобу громадянсько-патріотичного виховання та заохочення дослідників історії Черкащини до нових і важливих здобутків у галузі краєзнавства.
Присудження премії здійснюється за результатами конкурсу на її здобуття, що оголошується за 4 місяці до дня народження вченого – з 15 квітня. Висунення робіт на здобуття премії завершується 15 серпня. Список тих, що допущені до участі у конкурсі, публікується в пресі для громадського обговорення. Загалом весь хід конкурсу, від його оголошення до підсумків висвітлюються в регіональних засобах масової інформації.
До участі в конкурсі допускаються вагомі дослідження авторів та авторських колективів в різних сферах краєзнавства, які надруковані протягом 5-ти останніх років до часу присудження премії. За своїм змістом вони обов’язково стосуються Черкащини, її минулого та сучасного, мають пізнавально-виховне значення і є оригінальними у своєму роді. Мова видання — українська.
Проведення конкурсу на здобуття премії здійснює конкурсна комісія, що може проводити засідання і приймати рішення про присудження премії за наявності не менше 2/3 свого складу. Рішення про присудження премії приймається таємним голосуванням більшістю голосів присутніх членів комісії.
Премія присуджується 15 серпня щороку розпорядженням голови обласної державної адміністрації на підставі рішення конкурсної комісії та наданих обласною радою повноважень.
Лауреатам премії (окремим авторам і авторським колективам) вручаються дипломи і грошові винагороди. Дипломи підписують голова обласної ради, голова обласної державної адміністрації та голова конкурсної комісії.

## Лауреати краєзнавчої премії імені Михайла Максимовича[2]
| Рік присудження премії | Ім'я та роки життя лауреата               | Короткі відомості біографії та здобутків |
| ---------------------- | ----------------------------------------- | --- |
| 1994                   | Пономаренко Михайло Федорович (1920—2010) | Краєзнавець, педагог і громадський діяч; автор численних розвідок з історії Золотоноші і Золотоніщини; засновник (1960) і незмінний керівник протягом 18-ти років Золотоніського краєзнавчого музею |
| 1995                   | Соса Павло Петрович (1929—2000)           | |
| 1996                   | Мицик Вадим Федорович (1940—2023)         | Етнолог, археолог, журналіст та музеєзнавець. Директор Тальнівського музею історії. |
| 1997                   | Поліщук Володимир Трохимович (*1957)      | Літературознавець, критик, доктор філологічних наук, професор, директор Черкаського наукового центру шевченкознавчих досліджень.                                                                    |
| 1998                   | Мариновський Юрій Юхимович (*1952)        | історик, журналіст, краєзнавець, автор книг з історії Черкас і Черкащини |
| 1999                   | Страшевич Василь Борисович (*1937)        | |
| 2000                   | Непийвода Фаїна Адамівна (*1924)          | |
| 2001                   | Волошенко Іван Іванович (*1924)           | |
| 2002                   | Щербатюк Володимир Михайлович (*1968)     | |
| 2003                   | Шамрай Олександр Григорович (*1970)       | |
| 2004                   | Китова Світлана Андріївна (*1936)         | |
| 2005                   | Лазуренко Валентин Миколайович (*1976)    | історик, педагог і громадський діяч, доктор історичних наук; автор досліджень з аграрної історії Черкащини, популяризатор туризму на Черкащині                                                      |
| 2005                   | Бойко Надія Іванівна (*1956)              | |
| 2006                   | Хаврусь Сергій Левкович (1937—2014)       | діяч культури, краєзнавець, багаторічний (1966—2014) директор Літературно-меморіального музею І. С. Нечуя-Левицького у Стеблеві на Корсунщині                                                       |
| 2006                   | Кіппа Борис Олександрович (*1927)         | |
| 2007                   | Мельниченко Василь Миколайович (*1949)    | |
| 2007                   | Приліпко Марія Василівна (*1937)          | |
| 2008                   | Жадько Віктор Олексійович (*1952)         | письменник, публіцист, науковець, видавець, некрополезнавець, краєзнавець, фотоаматор; доктор філософських наук, професор; автор першої універсальної енциклопедії, присвяченої Черкащині (2010)    |
| 2009                   | Яхно Іван Васильович (*1937)              | |
| 2010                   | Карпенко Платон Прокопович (*1927)        | |
| 2011                   | Нераденко Тетяна Миколаївна (*1957)       | |
| 2012                   | Хоменко Володимир Михайлович (*1919)      | |
| 2013                   | Карпенко Платон Прокопович (*1935)        | |
| 2014                   | Борщ Микола Іванович (*1940)              | |
| 2015                   | Феофан Феофанович Білецький (1950 - 2024) | журналіст і краєзнавець із Звенигородки – автор книги «Розкажи мені, Тікичу. Буки від давніх часів до сьогодення».                                                                                  |

Лауреатами премії ставали також авторські колективи окремих краєзнавчих видань: 
| Рік присудження премії | Назва видання і вихідні дані | Члени авторського колективу (в абетковому порядку) |
| ---------------------- | --- | --- |
| 2006                   | Край козацький. Довідник з історії Лисянщини. – К.: Наукова думка, 2004. – 408 с.                                                                               | В. Щербатюк (керівник), О. Беззубець, К. Безрідна, О. Березовський, М. Бушин, О. Вайшіс, О. Вдовиченко, О. Гуржій,М. Демчук, В. Діженко, М. Котенко, М. Лубко, Р. Павленко, В. Сабадин, М. Селіверстов, Т. Чухліб |
| 2007                   | Малий енциклопедичний словник Корсунщини, – Корсунь-Шевченківський: Корсунь-Шевченківський державний історико-культурний заповідник, 2003-04. – 195 с. + 336 с. | Бахмут А. І., Давиденко Г. І., Дяченко Н. В., Житомирська С. І., Заболотня Л. М., Коваленко С. В., Ковтун О. В., Колесникова К. І., Кочегура Л. І., Ніколенко А. Г., Овсієнко Л. Г., Павліченко Н. І., Полякова Т. Ю., Райкова О. В., Степенькін С. Ю., Степенькіна П. Я., Стецик П. Л., Хаврусь С. Л., Харченко О. М., Швидько Г. К.. |
| 2007                   | Збірник археологічних пам’яток Уманщини. – Том 1. – Умань: Уманське видавничо-поліграфічне підприємство, 2006. – 554 с.                                         | Діденко О. П., Стефанович В. А., Чорномаз Б. Д.. |
| 2008                   | Освіта Монастирищини: становлення і розвиток. – Монастирище: комунальне видавничо-поліграфічне підприємство ,,Мрія”, 2007. – 400 с.                             | Волошенко І. І., Бульба К. Г.. |
| 2008                   | Подорож Златокраєм. Нарис з історії та сьогодення Золотоніського району. – Черкаси: Вертикаль”, 2008. – 572 с.                                                  | Голиш Г. М., Голиш Л. Г., Пономаренко М. Ф.. |
| 2009                   | Місто на скелястих берегах Тясмина / Черкаси: Вертикаль, видавець С. Г. Кандич, 2009. – 244 с., іл.                                                             | Шамрай О. Г., Таран Г. М., Бондаренко Л. О., Вєтров О. В., Ляшко Ю. Ю., Чупак Т. П.. |
| 2010                   | Криві Коліна крізь терни і роки. В історії села – історія України. Історико-краєзнавча, художньо-публіцистична оповідь. – К.: КВІЦ. – 712 с. іл.                | Мовчан В. П., Нерубайський І. А., Олійник В. Й.. |
| 2011                   | Дорогою ціною (Спогади, розповіді та свідчення). – Монастирище, 2008. – 340 с. іл. Про село Лукашівка Монастирищенського району.                                | Бойко Ф.М., Мукомела Л.В.. |
| 2012                   | Корсунь староденний. – Черкаси: Чабаненко Ю., 2011. – 445 с. | Степенькіна П.Я., Дремлюк С.П., Ніколаєнко А.Г.,Степенькін С.Ю.. |
| 2013                   | Співець з Чернечої гори. – Черкаси: Відлуння-Плюс, 2008. – 131 с.                                                                                               | Танана Р.В., Дзима В.В. |
| 2014                   | Чигиринщина в подорожніх нотатках відомих особистостей XIX – першої половини XX століття. – Черкаси: Вертикаль, 2013. – 200 с.                                  | Кукса Н. В., Діденко Я. Л.. |